# Estonian Literary Magazine
Estonian Literary Magazine (zu deutsch „Estnische Literaturzeitschrift“) ist eine englischsprachige literarische Zeitschrift, die zweimal jährlich vom Eesti Instituut, dem Kulturinstitut Estlands, herausgegeben wird.

## Erscheinungsweise
Die ersten sieben Ausgaben der Publikation erschienen im Zeitungsformat mit (zuletzt) 16 Seiten. Durch ihre kostenlose Verbreitung auf Buchmessen und an Kulturvermittler, erhielt das Magazin den Status eines „englischen Botschafters der estnischen Literatur“.
Mit Nr. 8 vom Frühjahr 1999 wechselte man zum Zeitschriftenformat mit farbigem Umschlag und einem Umfang von rund 50 Seiten. Die durchgängige Nummerierung von der ersten Ausgabe an wurde beibehalten, im Herbst 2020 ist Heft Nr. 51 erschienen. Die Zeitschrift wird von einem Redaktionskollegium geführt, das sich mehrheitlich aus Mitgliedern des Estnischen Schriftstellerverbandes zusammensetzt.

## Inhalt
Die Zeitschrift konzentriert sich auf die estnische Gegenwartsliteratur, was jedoch nicht ausschließt, dass auch klassische Autorinnen und Autoren bisweilen behandelt werden. Neben Porträts von Personen und ihren Texten finden sich regelmäßig (englische) Übersetzungsproben von Lyrik und Prosa. Fester Bestandteil sind ferner ein ausführlicher Rezensionsteil zur zeitgenössischen estnischen Literatur sowie ein Verzeichnis der aktuellen Neuerscheinungen von Übersetzungen estnischer Literatur in anderen Sprachen.

## Leitende Redakteure
- 1995–2015 Tiina Laats (ab 2004 Tiina Randviir)
- 2016–2017 Jan Kaus
- seit 2017 Berit Kaschan